# Elixabete Sarasola Nieto
Elixabete Sarasola Nieto (Sant Sebastià, Guipúscoa, 12 d'abril de 1991) és una exfutbolista basca que jugava com a portera; el seu darrer equip va ser és el FCE/PSV Eindhoven de l'Eredivisie femenina dels Països-Baixos.

## Trajectòria

### Inicis
Comença el seu camí al futbol femení al col·legi Amara Berri, de seguida fitxa per l'Añorga per a l'equip de Futbol 8 i és convocada per la selecció d'Euskadi sub-13 amb la qual aconsegueix el subcampionat d'Espanya.
La temporada 2005-2006 debuta a 1a Nacional, amb l'Añorga i és convocada per a la selecció d'Euskadi sub-18 amb 14 anys. Amb 15 anys, a la temporada 2006-2007, fitxa per la Reial Societat, encara que continua jugant cedida a l'Añorga de primera nacional. Aquest mateix any és convocada per la selecció espanyola de futbol femenina sub-17 i sub-19 i per la selecció guipuscoana.

### Reial Societat
La temporada 2007-2008 amb 16 anys, debuta a la Superlliga espanyola amb la Reial Societat de Futbol. Continua la seva trajectòria com a internacional i és convocada per la selecció espanyola sub-17, de la qual a més és capitana i la sub-19. Aconsegueixen arribar a la fase final del campionat d'Europa sub-19 celebrat a França (Blois). És triada per la FGF “Jugadora juvenil distingida” 2007-2008.

### FC Barcelona
Sarasola sempre va somiar poder jugar a futbol als Estats Units. Admiradora des de noia de Mia Hamm, va estar temptada de creuar l'Atlàntic quan va haver d'anar a la universitat, però no es va atrevir i va acabar recalant al Barcelona, on va viure la maduresa del club. "Sempre ho he considerat com la meva segona casa perquè allà m'he sentit valorada. Vaig madurar com a futbolista alhora que l'equip i vaig poder celebrar títols cada any. Així, l'any 2009, amb 18 anys, fitxa pel FC Barcelona de la Superlliga femenina. Queden Campiones de la Copa Catalunya, per primera vegada en la història del club, i terceres a la Copa de la Reina. Aquest any torna a ser convocada per a la selecció espanyola sub-19.
La temporada 2010-2011 guanyen per primera vegada a la història del Barca femení la Copa de la Reina i tornen a aconseguir la Copa Catalunya per segon any consecutiu.
El 2011 es juga la primera Superlliga femenina que guanya per primera vegada a la història el FC Barcelona. Aquest any, també aconsegueix la Copa de Catalunya.

### Estats Units
L'any 2012 marxa a estudiar als Estats Units i compagina els seus estudis d'Exercise Science amb jugar al College of Charleston de la NCAA de primera divisió. Arriben a semifinals de la seva confederació, la SOCON. A la lliga d'estiu, W-Leage juga a Colorado Rush Women´s Soccer.
L'any 2013, a causa d'una lesió al dit polze de la mà esquerra a l'inici de temporada, és un any en blanc dins de la seva carrera. La temporada 2014-2015 torna a jugar la NCAA 1a divisió amb el College of Charleston.

### Tornada a Europa: Ajax i PSV Eindhoven
L'any 2015, acabats els estudis universitaris, torna a jugar a Europa, més concretament a l'Ajax d'Amsterdam de l'Eredivisie Vrouwen. Queden subcampiones de la lliga i copa neerlandesa. Aquest any és convocada per la selecció d'Euskadi per a un partit internacional contra Irlanda.
La temporada 2016-2017, per primera vegada a la història del club queden campiones de lliga i copa amb l'Ajax. Aquesta victòria permet que l'Ajax participi per primera vegada a la Lliga de Campions Femenina. La temporada següent tornen a guanyar la lliga i copa neerlandesa per segon any consecutiu.
El 2018 any fitxa pel PSV Eindhoven. Queden terceres a la classificació de la lliga, la millor classificació de l'equip femení a la història del club.

## Clubs
| Club             | País          | Any         |
| ---------------- | ------------- | ----------- |
| Reial Societat   | País Basc     | 2007 - 2009 |
| FC Barcelona     | Catalunya     | 2008 - 2012 |
| Colorado Rush    | Estats Units  | 2013        |
| Ajax d'Amsterdam | Països Baixos | 2015 - 2018 |
| PSV Eindhoven    | Països Baixos | 2019 - 2020 |

## Palmarès

### Campionats estatals
| Títol            | Club         | País      | Any     |
| ---------------- | ------------ | --------- | ------- |
| Copa de la Reina | FC Barcelona | Catalunya | 2011    |
| Primera Divisió  | FC Barcelona | Catalunya | 2011-12 |